# Juana de Arco
Juana de Arco (en francés: Jeanne d'Arc),también conocida como la Doncella de Orleans (en francés: La Pucelle d'Orléans; Domrémy, h. 1412-Ruan, 30 de mayo de 1431), fue una joven campesina que es considerada una heroína de Francia por su papel durante la fase final de la guerra de los Cien Años. Juana afirmó haber tenido visiones del Arcángel Miguel, de Santa Margarita y de Catalina de Alejandría, quienes le dieron instrucciones para que ayudara a Carlos VII y liberara a Francia de la dominación inglesa en el período final de la guerra de los Cien Años. Carlos VII, que todavía no había sido coronado, envió a Juana al asedio de Orleans como integrante de un ejército de socorro y fue allí donde se ganó una gran fama porque el asedio fue levantado solo nueve días después. Otras victorias rápidas permitieron que Carlos VII fuera coronado rey de Francia en Reims. Este evento tan esperado elevó la moral francesa y allanó el camino para su victoria final. 
El 23 de mayo de 1430, Juana fue capturada en Compiègne por la facción borgoñona, un grupo de nobles franceses aliados con los ingleses. Después fue entregada a los ingleses y procesada por el obispo Pierre Cauchon por varias acusaciones. Declarada culpable, el duque Juan de Bedford mandó quemarla en la hoguera en Ruan el 30 de mayo de 1431, cuando tenía alrededor de 19 años de edad.
En 1456 un tribunal inquisitorial autorizado por el papa Calixto III examinó su juicio, anuló los cargos en su contra, la declaró inocente y la nombró mártir. En el siglo XVI la convirtieron en símbolo de la Liga Católica y en 1803 fue declarada símbolo nacional de Francia por decisión de Napoleón Bonaparte. Fue beatificada en 1909 y canonizada en 1920. Juana de Arco es uno de los nueve santos patronos secundarios de Francia y ha seguido siendo una destacada figura popular y cultural desde el momento de su muerte gracias a que muchos escritores, artistas y compositores se han inspirado en ella.

## Contexto histórico

1415–1429
----
Controlado por Enrique VI de Inglaterra
Controlado por Felipe III de Borgoña
Controlado por Carlos VII de Francia
----
Principales batallas
Batalla de Azincourt, 1415
Fortaleza real de Chinon, 1429
Marcha a Reims, 1429

La guerra de los Cien Años estalló en 1337 como una disputa por la herencia del trono francés, intercalada con períodos ocasionales de relativa paz. Casi todos los combates habían tenido lugar en Francia y el empleo por parte del ejército inglés de unas destructivas tácticas de tierra quemada habían devastado la economía gala. La población de Francia todavía no había recuperado su número previo a la pandemia de Peste negra de mediados del siglo XIV y los comerciantes estaban aislados de los mercados extranjeros. Antes de la aparición de Juana de Arco, los ingleses casi habían logrado su objetivo de una monarquía dual bajo el control inglés, y el ejército francés no había conseguido ninguna victoria importante en lo que dura una generación. En palabras de la historiadora Kelly DeVries, «El reino de Francia ni siquiera era una sombra de lo que había sido en el siglo XIII».
El rey francés en el momento de nacer Juana, Carlos VI, sufría episodios psicóticos que le incapacitaban a menudo para gobernar. Su hermano Luis, duque de Orleans, y su primo Juan Sin Miedo, duque de Borgoña, competían por la regencia de Francia y la tutela de los niños herederos al trono. Esta disputa incluía acusaciones de que Luis estaba teniendo una relación extramarital con la reina, Isabel de Baviera, y de que Juan Sin Miedo había secuestrado a los herederos del trono. El conflicto llegó a su punto más álgido cuando el duque de Orleans fue asesinado en 1407 por orden del duque de Borgoña. Este asesinato dio inicio a una guerra civil. El joven Carlos de Orleans sucedió a su padre como duque y fue puesto bajo la custodia de su suegro, Bernardo, conde de Armagnac. Su facción se conoció como la facción «Armagnac», y el partido contrario dirigido por el duque de Borgoña se llamaba la «facción de Borgoña». 
Enrique V de Inglaterra se aprovechó de estas divisiones internas para invadir el reino francés en 1415, obteniendo una victoria resonante en Azincourt el 25 de octubre y apoderándose posteriormente de muchas ciudades del norte de Francia durante la campaña de 1417. En 1418, París fue tomada por los borgoñones, que masacraron al conde de Armagnac y a unos 2500 de sus seguidores. El futuro rey francés, Carlos VII, asumió el título de delfín, el heredero del trono, a la edad de catorce años, después de que murieran consecutivamente sus cuatro hermanos mayores. Su primer acto oficial significativo fue firmar un tratado de paz con el duque de Borgoña en 1419, pero esto terminó en desastre cuando los partidarios de Armagnac asesinaron a Juan Sin Miedo durante una reunión bajo la garantía de protección de Carlos. El nuevo duque de Borgoña, Felipe el Bueno, culpó a Carlos del asesinato y se alió con los ingleses, tras lo cual las fuerzas aliadas conquistaron una gran parte de Francia.
En 1420, la reina de Francia, Isabel de Baviera, firmó el Tratado de Troyes, lo que le permitió a Enrique V casarse con la hija de Carlos VI Catalina de Valois, concediéndole la sucesión del trono de Francia a los herederos de Enrique y desheredando efectivamente a Carlos. Este acuerdo revivió las sospechas de que el Delfín era el producto ilegítimo del rumoreado romance de Isabel con el difunto duque de Orleans y, por tanto, de que no era hijo de Carlos VI. Enrique V y Carlos VI murieron con dos meses de diferencia en 1422, dejando a un bebé, Enrique VI de Inglaterra (hijo único de Enrique V y de Catalina de Valois), como monarca nominal de ambos reinos, aunque el Delfín también reclamó su derecho al trono. El hermano de Enrique V, Juan de Lancaster, primer duque de Bedford, se convirtió en regente.
Justo antes de que Juana de Arco entrara en escena en 1429, los ingleses habían logrado casi su meta de una monarquía dual anglo-francesa. Los hermanos de Enrique V, Juan de Lancaster y Hunfredo, duque de Gloucester, habían continuado la conquista inglesa de Francia. Casi todo el norte de Francia y algunas partes del suroeste estaban bajo control anglo-borgoñón. Los ingleses dominaban París y Ruan, mientras que la facción borgoñona gobernaba en Reims, tradicional lugar de coronación de los reyes franceses. Esto era crucial, porque ninguno de los contendientes por la corona había sido entronizado todavía, y ser entronizado en Reims ayudaría a legitimar su reclamación del trono.
Desde 1428 Orleans estaba siendo asediada por los ingleses, una de las pocas ciudades aún leales a Carlos VII y un objetivo importante, ya que ocupaba una posición estratégica a orillas del río Loira y era el último obstáculo notable para dominar el resto de Francia. Nadie era optimista en cuanto a la resistencia de la ciudad. Durante generaciones hubo profecías en Francia que prometían que la nación sería salvada por una virgen de las «fronteras de Lorena», «que obraría milagros» y «que Francia se perdería por una mujer (Isabel de Baviera) y luego sería restaurada por una virgen (Juana de Arco)».

## Biografía

### Nombre
Dado que los registros de la época no son del todo fiables y a las diferentes costumbres contemporáneas, no se sabe con certeza el nombre de Juana de Arco al nacer. Nació y creció en la aldea de Domrémy, en lo que entonces era la frontera nororiental del Reino de Francia. Todas sus firmas aparecen con la forma francesa media Jehanne, sin apellido. En el francés moderno, su nombre se traduce siempre como Jeanne d'Arc, lo que refleja los cambios ortográficos debidos a la evolución de la lengua a lo largo del tiempo. Su nombre de pila también se transcribe a veces como «Jeanneton» o «Jeannette», pero es posible que Juana eliminara el sufijo diminutivo -eton o -ette en la adolescencia.
El apellido de Arco es una traducción de d'Arc, que a su vez deriva en el francés del siglo XIX del nombre de su padre, Jacques d'Arc. Los apóstrofes nunca se empleaban en los apellidos franceses del siglo XV, lo que a veces lleva a confundir entre topónimos y otros nombres que empiezan por la letra D. Según los registros latinos, que reflejan ciertamente una diferencia, es más probable que el nombre de su padre fuera Darc. La transliteración era fonética y los registros originales presentan su apellido en al menos nueve formas diferentes, como Dars, Day, Darx, Dare, Tarc, Tart o Dart.
Para complicar aún más las cosas, los apellidos no eran universales en el siglo XV y la herencia del apellido no seguía necesariamente los patrones modernos. Juana declaró en el juicio que la costumbre local en su región natal era que las niñas llevaran el apellido de sus madres. La madre de Juana era conocida como Isabelle Romée y como Isabelle de Vouthon, ambas versiones tenían ligeras variaciones en la forma de escribirse el nombre y el apellido en diferentes documentos pero no se conserva ningún registro de la vida de Juana que demuestre que utilizaba el apellido de su madre o de su padre, pero a menudo se refería a sí misma como la Pucelle, que se traduce como «la Doncella». Antes de mediados del siglo XIX, que fue cuando Jeanne d'Arc y Juana de Arco se convirtieron en la forma estándar, la literatura y las obras artísticas que se refieren a ella la suelen describir como la Pucelle o la Doncella de Orleans. Su pueblo natal ha sido rebautizado como Domrémy-la-Pucelle para reflejar esa tradición.

### Infancia y juventud

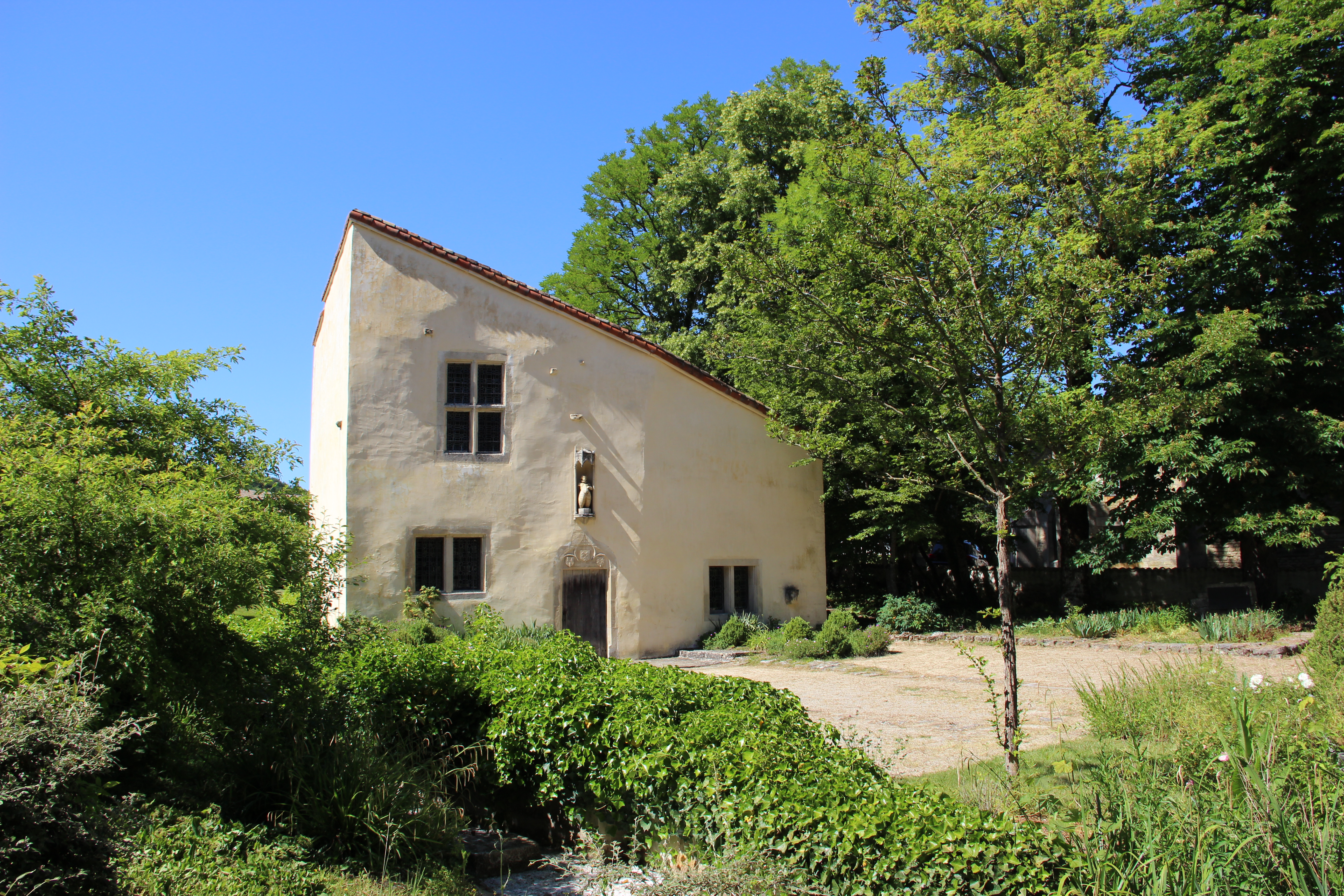
La casa natal de Juana en Domrémy es ahora un museo.

En su juicio, Juana declaró que tenía unos 19 años, lo que implica que pensaba que había nacido alrededor de 1412. Juana era analfabeta y se piensa que sus cartas fueron dictadas por ella a escribanos y que las firmó con la ayuda de otros. Juana era hija de Jacques d'Arc e Isabelle Romée,, residentes en Domrémy, una villa que entonces estaba en la parte francesa del ducado de Bar. Sus progenitores eran propietarios de veinte hectáreas de tierra y además su padre complementaba su trabajo como granjero con un puesto menor como funcionario de la aldea, recaudando impuestos y dirigiendo la guardia local. Vivían en una zona aislada del este de Francia que permaneció fiel a la Corona francesa a pesar de estar rodeada por tierras proborgoñonas.
Hubo diversas incursiones militares borgoñonas en la zona de Domrémy durante la infancia de Juana. En 1419 la guerra ya había empezado a afectar la región. En 1425, el ganado de la aldea fue robado por un bandolero de nombre Henri D'Orly, y en 1428 la comarca fue saqueada por un ejército borgoñón al mando de Antoine de Vergy, quien incendió la villa y destruyó los cultivos.
Juana tuvo su primera visión durante esta época. Testificó que cuando tenía trece años, alrededor de 1425, se le apareció una figura que ella identificó como San Miguel Arcángel, rodeado por ángeles, en el jardín de su padre. Tras la visión, reportó haber llorado porque quería que se la llevaran con ellos. A lo largo de su vida siguió teniendo visiones de San Miguel, así como de Santa Margarita virgen y Santa Catalina de Alejandría.En 1428, un joven de su aldea alegó que ella había roto una promesa de matrimonio. El caso fue llevado ante un tribunal eclesiástico en la ciudad de Toul y denegado.
Según el testimonio posterior de Juana, fue por entonces que sus visiones le dijeron que debía marcharse de Domrémy para ir a ayudar al Delfín Carlos. Debía expulsar a los ingleses y llevar al delfín -el príncipe heredero del trono francés- a Reims para su coronación como rey. Afirmó que la primera vez que escuchó una voz, notó una gran sensación de miedo y que esta venía del lado de la iglesia, normalmente acompañada de una gran claridad. Según sus palabras, lloró cuando se fueron porque eran muy hermosos.
A comienzos de 1428, los ingleses habían estado sitiando Orleans y la habían aislado casi de todo del resto del territorio de Carlos, pues se habían apoderado de muchos de los pequeños poblados con puentes que cruzaban el río Loira. El destino de Orleans era crítico para la supervivencia del reino de Armagnac porque su posición estratégica a orillas del Loira la hacía el último obstáculo para asaltar el resto del territorio de Carlos. En mayo de 1428, a los 16 años, Juana le pidió a un pariente llamado Durand Lassois que la llevara a la ciudad cercana de Vaucouleurs, donde solicitó al comandante de la guarnición, Robert de Baudricourt, una escolta armada que la acompañara a la Corte de Armagnac en Chinon. La respuesta sarcástica de Baudricourt no la disuadió. Regresó el siguiente enero y su petición fue rehusada una vez más, pero se ganó el apoyo de dos de los soldados de Baudricourt: Jean de Metz y Bertrand de Poulengy. Según Jean de Metz, ella le dijo «debo estar al lado del Rey... no habrá ayuda para el Reino salvo la mía. Preferiría haber seguido hilando [lana] al lado de mi madre... Sin embargo, debo ir a hacer esto, porque mi Señor quiere que lo haga». Entretanto, fue convocada a Nancy bajo salvoconducto de Carlos II, duque de Lorena, quien estaba enfermo y pensó que Juana podría ser capaz de curarlo. Juana no le ofreció cura alguna y, en cambio, reprendió al duque por vivir con su amante.
Bajo los auspicios de Jean de Metz y Bertrand de Poulengy, Baudricourt aceptó una tercera audiencia con Juana en febrero, alrededor del tiempo en que los ingleses capturaron un convoy de refuerzo que iba camino a Orleans en la Batalla de los Arenques. Durante la reunión Juana predijo la derrota francesa en la batalla, varios días antes de que llegaran los mensajeros informando de la debacle francesa. Según el Journal du Siége d'Orléans, que retrata a Juana como una figura milagrosa, ella se enteró de la batalla a través de la «gracia divina» mientras cuidaba sus rebaños en Lorena y usó esta revelación para convencer a Baudricourt de llevarla ante el Delfín. El entusiasta apoyo de Metz y de Poulengy a Juana, así como sus conversaciones personales con Baudricourt, lo convencieron de permitirle ir a Chinon a tener una audiencia con el Delfín. Juana viajó con una pequeña escolta de seis soldados. Escogió usar ropas de hombre, que le fueron proporcionadas por sus escoltas y la gente de Vaucouleurs.

### Ascenso

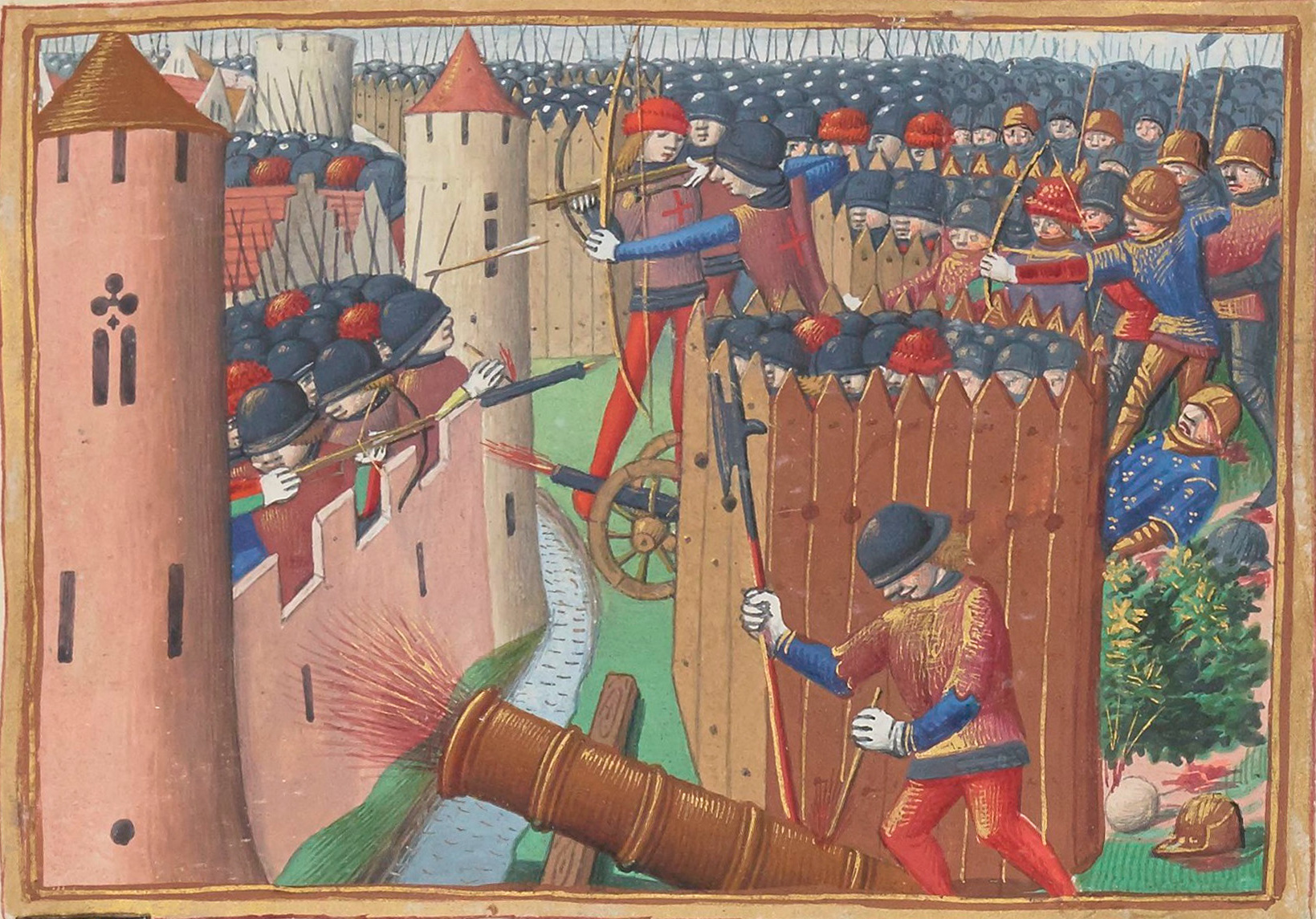
Representación del sitio de Orleans en 1429 en Las vigilias de Carlos VII, por Marcial de Auvernia.

Robert de Baudricourt le otorgó a Juana una escolta para visitar Chinon después de que las noticias de Orleans confirmaran su predicción de la derrota. Hizo el viaje a través del territorio hostil de Borgoña disfrazada de soldado, un hecho que más tarde la llevaría a ser acusada de «travestismo», aunque sus escoltas lo vieron como una precaución lógica. Dos de los miembros de esa escolta afirmarían tiempo después que ellos y otras personas de Vaucouleurs le entregaron esa indumentaria y le sugirieron que se la pusiera.
El primer encuentro de Juana con Carlos tuvo lugar en la Corte Real en la ciudad de Chinon a finales de febrero o comienzos de marzo de 1429, cuando ella tenía 17 años y él 26.Juana le dijo que había venido a levantar el asedio de Orleans y a conducirlo a Reims para su coronación. Tras presentarse ante la Corte, ella causó una gran impresión en Carlos durante la conferencia privada que mantuvieron, pero Carlos y sus consejeros necesitaban mayor certeza. En esa época la suegra de Carlos, Yolanda de Aragón, estaba planeando financiar una expedición de socorro a la asediada ciudad de Orleans. Juana pidió permiso para acompañar al ejército y vestir una armadura protectora, que le fue proporcionada por la corte real. La joven campesina dependía de las donaciones para equiparse con armadura, caballo, espada, estandarte y el resto de pertrechos de su séquito. El historiador Stephen W. Richey explica la atracción de la corte real por esa joven plebeya señalando que quizá la veían como la única fuente de esperanza para un régimen que estaba cerca del colapso:

Después de años de una humillante derrota tras otra, tanto los líderes militares como civiles de Francia estaban desmoralizados y desacreditados. Cuando el delfín Carlos accedió a la solicitud urgente de Juana de ser equipada para la guerra y puesta a la cabeza de su ejército, su decisión debió basarse en que sabía que cualquier decisión ortodoxa o racional ya se había probado y había fallado. Solo un régimen desesperado prestaría atención a una chica analfabeta que afirmaba que la voz de Dios le estaba ordenando que se hiciera cargo del ejército de su país y lo llevara a la victoria.

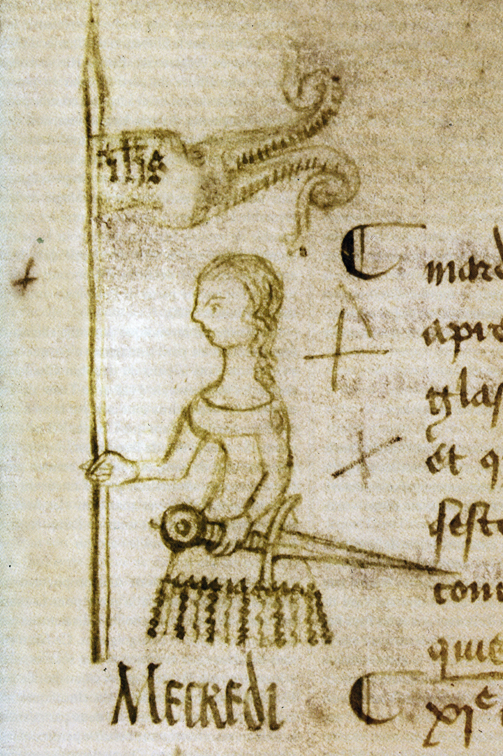
Dibujo de Juana de Arco por Clément de Fauquembergue. Se trata de un garabato en el margen de un protocolo del Parlamento de París, fechado el 10 de mayo de 1429. Esta es la única representación coetánea de Juana de la que se tiene constancia.

Tras su llegada a escena, Juana convirtió efectivamente el prolongado conflicto anglo-francés en una guerra religiosa, un nuevo rumbo que no estaba exento de riesgos. A los consejeros de Carlos les preocupaba que si no se demostraba fuera de toda duda la ortodoxia de Juana —que no era una hereje o una hechicera—, los enemigos del Delfín podrían alegar fácilmente que su corona era un regalo del diablo. Para evitar esta posibilidad, el Delfín ordenó investigar sus antecedentes y hacer un examen teológico en Poitiers para verificar su moralidad y asegurar su ortodoxia. En abril de 1429, la comisión de investigación la declaró «una chica de vida irreprochable, una buena cristiana, poseída de las virtudes de la humildad, la honestidad y la sencillez». Los teólogos de Poitiers no tomaron una decisión sobre el tema de sus inspiraciones divinas, pero concordaron en que enviarla a Orleans podría ser de utilidad al rey y demostraría si su inspiración era de origen divino. Informaron al Delfín que había una «presunción favorable» sobre la naturaleza divina de su misión. Esto convenció a Carlos, pero también declararon que tenía la obligación de poner a prueba a Juana. Así, afirmaron que «dudar de ella o abandonarla sin sospechar del mal, sería repudiar al Espíritu Santo y ser indigno de la ayuda de Dios». Recomendaron que las afirmaciones de la campesina se corroboraran viendo si podía levantar el asedio de Orleans como había predicho.
Luego fue enviada a Tours, donde fue examinada físicamente por un grupo de mujeres lideradas por la suegra de Carlos, Yolanda de Aragón, quienes verificaron su virginidad. Tras los exámenes, el Delfín encargó una armadura de plata para ella, recibió un estandarte que había diseñado ella misma y le llevaron una espada que se encontraba bajo el altar de la iglesia de Sainte-Catherine-de-Fierbois. Alrededor de este tiempo, Juana empezó a llamarse a sí misma «Jeanne la Pucelle» (Juana la doncella), enfatizando su virginidad, que era una señal de su misión.
Antes de la llegada de Juana a Chinon, la situación estratégica del bando Armagnac era mala pero no desesperada. Las tropas Armagnac estaban preparadas para sobrevivir un sitio prolongado en Orleans. Los borgoñones se habían retirado recientemente del asedio a raíz de desacuerdos sobre el territorio, y los ingleses tenían dudas respecto a continuarlo. Con todo, la moral de los líderes Armagnac estaba cayendo y perdían las esperanzas.
Antes de que se uniera al asedio, Juana había dictado una carta al Duque de Bedford advirtiéndole que iba enviada por Dios para expulsarlo de Francia. En la última semana de abril, Juana partió desde Blois como parte de un ejército cargado de suministros para ayudar a Orleans. El efecto de la presencia de Juana en la moral del ejército Armagnac fue inmediata.
Juana llegó a la ciudad sitiada de Orleans el 29 de abril de 1429, reuniéndose con el comandante Juan de Dunois, cabeza de la familia ducal de Orleans en nombre de su medio hermano cautivo. Puesto que Orleans no estaba completamente aislada, Dunois fue capaz de hacerla entrar en la ciudad, donde fue recibida con gran entusiasmo. Juana fue tratada al principio meramente como una figura para subir la moral, alzando su estandarte en el campo de batalla. No se le dio ninguna orden formal, fue excluida de los consejos de guerra y no se le informaba cuando el ejército se enfrentaba al enemigo. Sin embargo, Juana se ganó rápidamente la fe de las tropas Armagnac, quienes creían que les podía llevar a la victoria. Con el tiempo, algunos de los comandantes Armagnac empezaron a aceptar su consejo.Así, la decisión de Dunois de excluirla no impidió su presencia en la mayoría de los consejos y batallas.
Sigue siendo motivo de debate historiográfico la verdadera participación y liderazgo militar de Juana. Por un lado, ella declaró que portaba su estandarte en la batalla y que nunca había matado a nadie, pues prefería su estandarte «cuarenta veces» más que una espada; de hecho, el ejército siempre estuvo dirigido por un noble, como el duque de Alenzón. Por otro lado, muchos de estos nobles llegaron a afirmar que Juana tenía un profundo efecto en sus decisiones porque aceptaron sus consejos a menudo en la creencia de que eran fruto de inspiración divina. En cualquier caso, los historiadores coinciden en que el ejército francés se anotó importantes victorias durante el breve tiempo que Juana estuvo con él.

### Campañas militares

#### Orleans

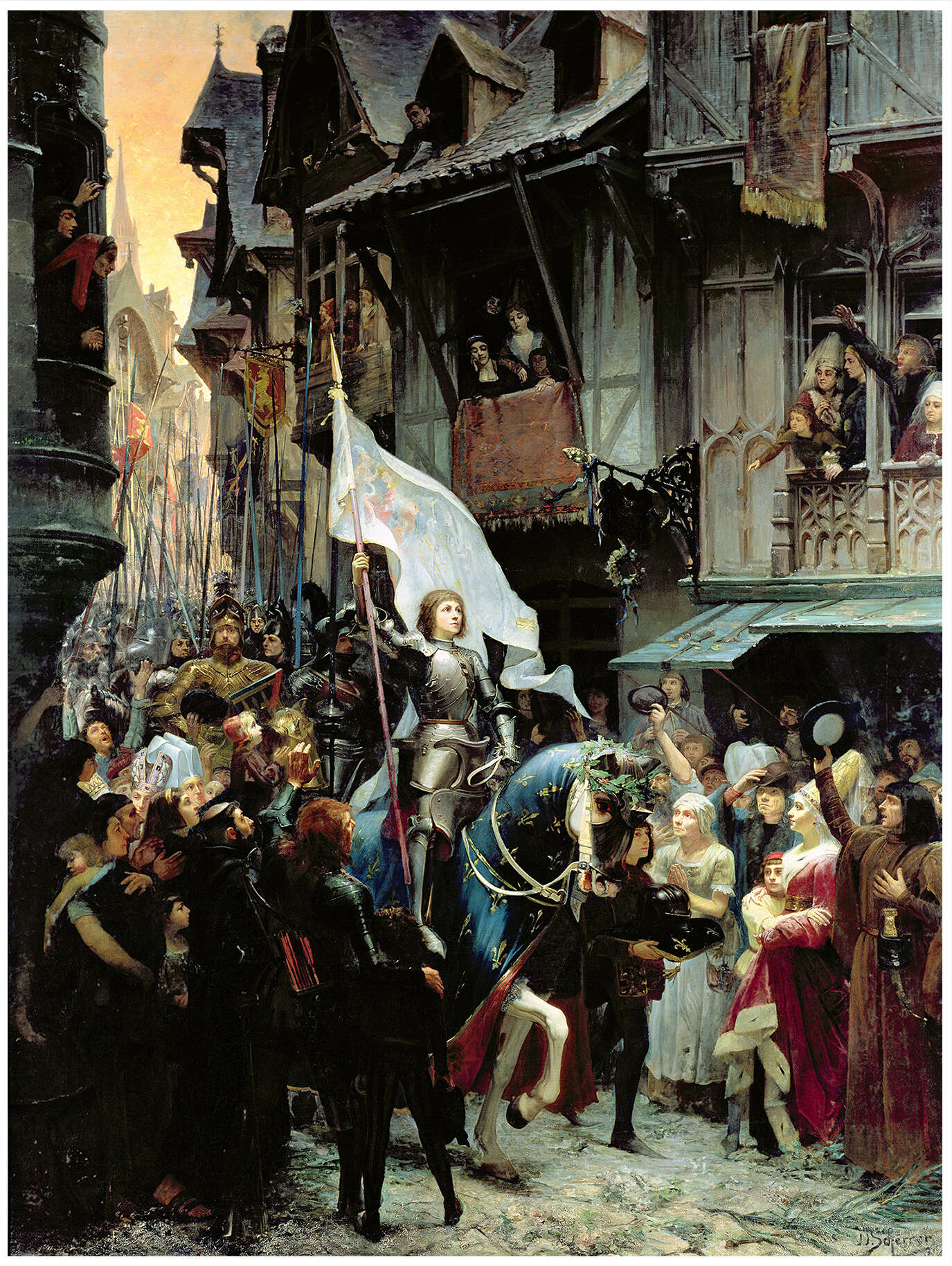
Juana de Arco entra en Orleans, por Jean-Jacques Scherrer (1887, Museo de Bellas Artes de Orleans)

La aparición de Juana de Arco en Orleans coincidió con un cambio repentino en el patrón del asedio. Durante los cinco meses anteriores a su llegada, los defensores habían intentado solo un asalto ofensivo que había terminado en una derrota. Sin embargo, el 4 de mayo los franceses de la facción de Armagnac pasaron a la ofensiva, atacando la bastilla de Saint-Loup, una fortaleza periférica. Juana no fue informada del ataque. Una vez supo de éste, cabalgó con su estandarte al lugar de la batalla, a unos dos kilómetros al este de Orleans. Llegó justo cuando los soldados armagnac se retiraban tras un asalto fallido. Su aparición dio ímpetu a los combatientes, que lanzaron otro asalto y capturaron la fortaleza. El 5 de mayo no se libró ningún combate, pues era Día de la Ascensión, una solemnidad cristiana que Juana consideraba demasiado santa para el combate. En cambio, dio órdenes a un escriba de que escribiera una carta a los ingleses advirtiéndoles que salieran de Francia. Hizo que ataran la carta a una flecha, que fue disparada por un ballestero.
Las tropas armagnac reanudaron su ofensiva el 6 de mayo, apoderándose de una segunda fortaleza llamada Saint-Jean-le-Blanc, que encontraron abandonada. Cuando las tropas inglesas salieron para detener el avance, una rápida carga de caballería los obligó a regresar a sus fortalezas, al parecer sin lucha. Si bien los comandantes armagnac querían detenerse, Juana los exhortó a lanzar un ataque contra una fortaleza inglesa construida alrededor de un monasterio y llamada les Augustins, que fue conquistada exitosamente. Tras la captura de les Augustins, los comandantes armagnac querían consolidar sus victorias, pero Juana les pidió una vez más que emprendieran inmediatamente otra ofensiva. Esa noche, las tropas de Armagnac mantuvieron posiciones en la orilla sur del río antes de atacar la fortaleza principal inglesa, «Les Tourelles», en la mañana del 7 de mayo. Los contemporáneos reconocieron a Juana como la heroína del combate, durante el cual resultó herida por una flecha que se le clavó entre el cuello y el hombro mientras sostenía su estandarte en la trinchera frente a «Les Tourelles». A pesar de todo, regresó más tarde para dar aliento a las tropas en un asalto final que logró la rendición de la fortaleza. Los ingleses se retiraron de Orleans al día siguiente, con lo cual acababa un asedio que había durado casi siete meses.

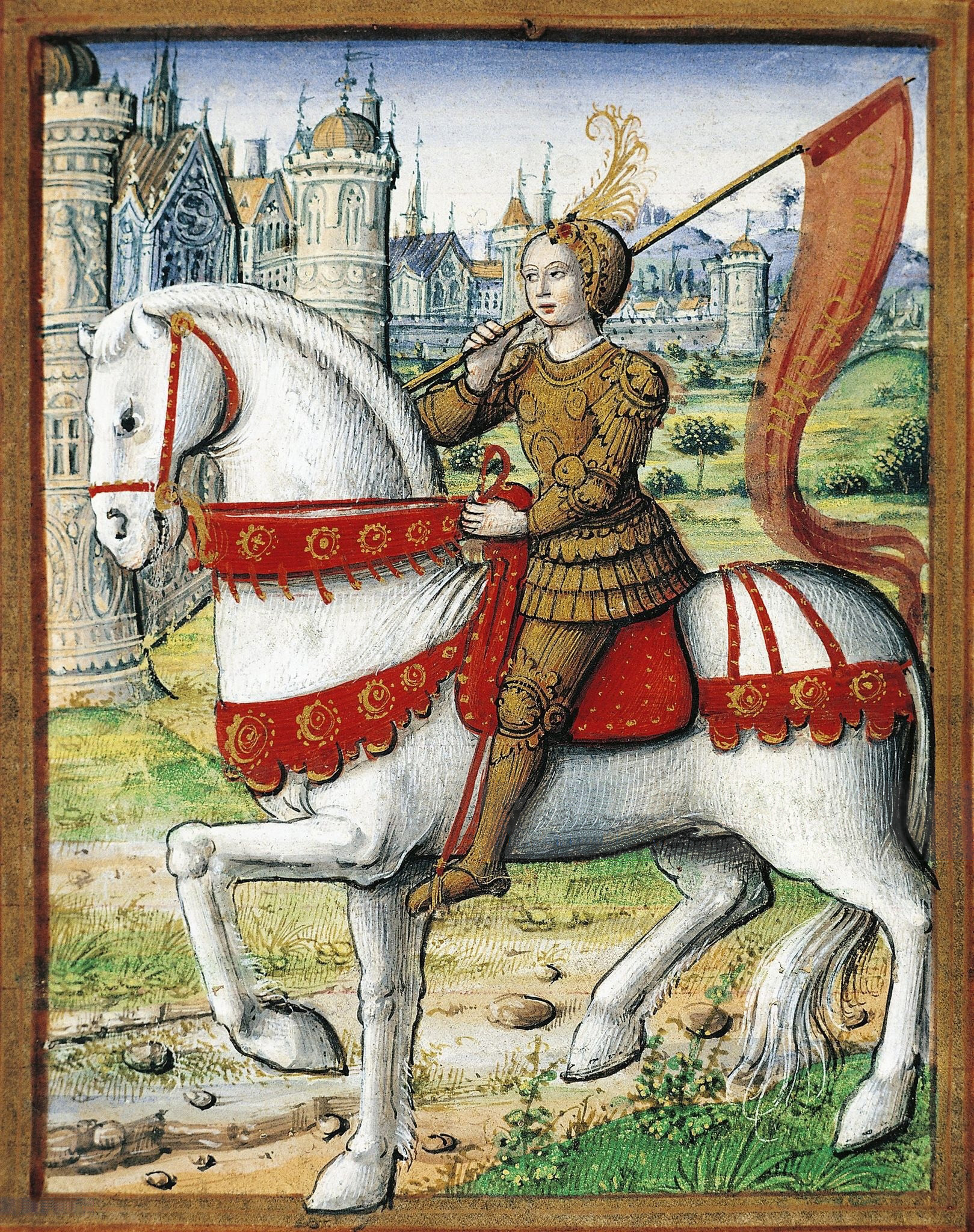
Juana a caballo según una ilustración de Les vies des femmes célèbres de Antoine Dufour (1504).

En Chinon, Juana había declarado que iba enviada por Dios. En Poitiers, cuando se le pidió que mostrara una señal que demostrara esta afirmación, Juana había prometido que proporcionaría una señal si era llevada a Orleans. El levantamiento del asedio fue interpretado por muchas personas como esa señal, con lo cual se ganó el apoyo de destacados clérigos, como el arzobispo de Embrun Jacques Gelu y el teólogo Juan Gerson, que escribieron tratados de apoyo a la doncella tras conocer estos eventos. Para los ingleses, en contraste, la habilidad de esta campesina para derrotar a sus tropas era considerada una prueba de que el Diablo la poseía; el medievalista británico Beverly Boyd señaló que esta acusación no era solo propaganda, sino una creencia sincera entre los ingleses, porque la idea de que Dios estaba apoyando a los franceses a través de Juana no beneficiaba en absoluto a los ocupantes anglosajones.

#### Campaña del Loira
La repentina victoria en Orleans también dio lugar a muchos nuevos planes de ofensiva militar. Juana insistió en que las tropas armagnac debían avanzar sin demora hacia Reims para coronar al Delfín. Juana persuadió a Carlos VII, quien le permitió acompañar al ejército bajo el mando del duque Juan II de Alenzón, quien colaboraba con Juana y seguía regularmente su consejo; además, el Delfín dio su permiso para que se llevara a cabo un plan de recuperación de puentes cercanos sobre el río Loira como preludio para un avance general hacia Reims, en cuya catedral se celebraría su consagración como rey de Francia. Era un plan audaz porque Reims se encontraba a casi el doble de distancia que París y llegar hasta la ciudad obligaba a avanzar profundamente en territorio enemigo. El duque de Alenzón aceptó los consejos de Juana sobre la estrategia a seguir. Otros comandantes, como Juan de Orleans, habían quedado impresionados por sus hazañas durante el asedio y se convirtieron en partidarios de la joven campesina. El duque de Alenzón afirmó que Juana le había salvado la vida al advertirle que un cañón de la muralla de Jargeau estaba a punto de disparar contra él.
Los debates políticos sobre la estrategia, así como la necesidad de reclutar más soldados, demoraron el comienzo de la campaña para liberar las aldeas del Loira. Las tropas armagnac llegaron a Jargeau el 11 de junio  y obligaron a los ingleses a retirarse tras los muros del pueblo. Juana envió un mensaje a los ingleses para que se rindieran pero estos se negaron. Juana era partidaria de un asalto directo contra las murallas de la ciudad, lo que se hizo al día siguiente. El casco de Juana fue golpeado por una roca mientras estaba bajo los muros de la ciudad. Al final del día la ciudad había sido conquistada. Los armagnac hicieron pocos prisioneros y muchos de los ingleses que se rindieron fueron ejecutados. El ejército armagnac avanzó hacia Meung-sur-Loire. El 15 de junio se hicieron con el puente de la ciudad, y la guarnición inglesa se retiró a un castillo en la orilla septentrional del Loira. La mayor parte del ejército siguió a lo largo de la orilla meridional del Loira para asediar el castillo de Beaugency.
Mientras tanto, el ejército inglés procedente de París y bajo el mando de Sir John Fastolf se había unido a la guarnición de Meung y recorría la orilla norte del Loira para llevar relevos a Beaugency. Sin saber que se acercaba el ejército de Fastolf, la guarnición inglesa de Beaugency se rindió el 18 de junio. El contingente principal inglés se retiró del Valle del Loira y se dirigió hacia el norte ese día, uniéndose a la unidad de Fastolf. Juana instó a los armagnac a salir en su persecución y así ambos ejércitos chocaron al suroeste de la villa de Patay. La batalla de Patay puede ser comparada con la de Azincourt (1415) pero con el desenlace opuesto. La vanguardia francesa atacó a una unidad de arqueros ingleses que habían sido destacados para bloquear el camino. Los arqueros salieron derrotados y esto diezmó al cuerpo principal del ejército inglés, cuyos comandantes resultaron muertos o capturados en su mayoría. Fastolf logró escapar con algunos soldados, pero se convirtió en el chivo expiatorio de la humillante derrota inglesa. Los franceses sufrieron pérdidas mínimas. Aunque Juana llegó al campo de batalla demasiado tarde para participar en la acción decisiva, su estímulo para perseguir a los ingleses hizo posible la victoria.

#### Reims y París

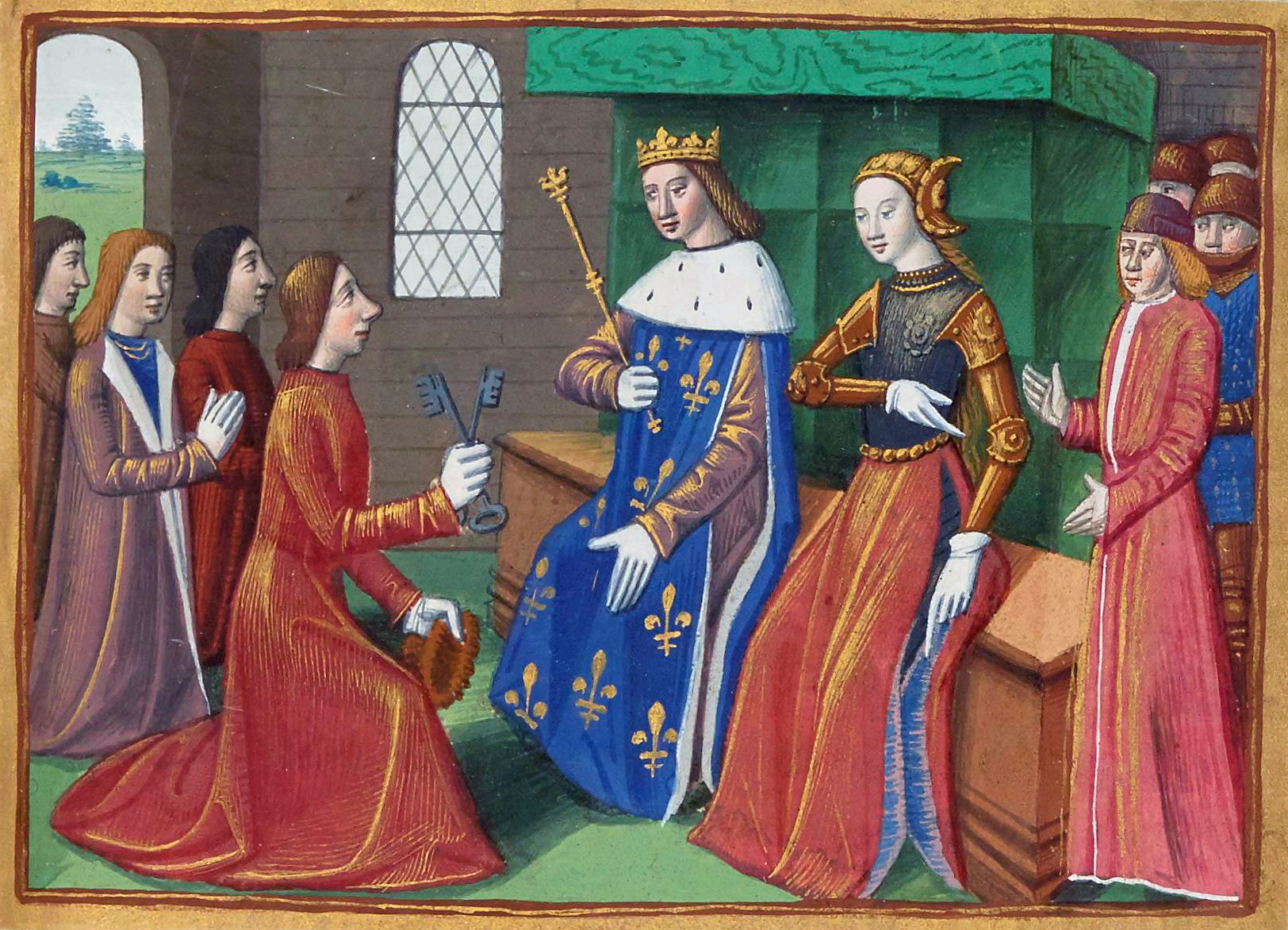
Miniatura de las Vigilias del rey Carlos VII. Los ciudadanos de Troyes entregan las llaves de la ciudad a Juana y al Delfín.

Tras la derrota del ejército inglés en Patay, algunos líderes armagnacs abogaron por invasión la Normandía en manos de los ingleses. Juana, sin embargo, siguió insistiendo en que Carlos debía ser coronado. El Delfín aceptó, y el ejército salió de Gien el 29 de junio de marcha hacia Reims. El avance no encontró casi oposición. La ciudad de Auxerre, que estaba bajo control borgoñón, le presentó su rendición incondicional el 3 de julio, después de tres días de negociaciones, al igual que otras ciudades que cruzaron por el camino como Saint Fargeau, Mézilles, Saint Florentin y Saint Paul. Troyes, la ciudad en la que se había firmado el tratado que había tratado de desheredar a Carlos VII, contaba con una pequeña guarnición inglesa y borgoñona y fue la única que opuso una breve resistencia. Al llegar allí el ejército ya estaba escaso de alimentos, pero tuvo la suerte de que un fraile errante llamado Hermano Richard, que llevaba tiempo predicando el fin del mundo en la ciudad, había convencido a los habitantes para plantar frijoles, que maduran pronto. Cuando llegaron los soldados hambrientos, tuvieron comida con que alimentarse. Después de cuatro días de negociación, Juana ordenó que se colocara artillería en algunos puntos de la ciudad y ordenó a los soldados que llenaran el foso de la ciudad con madera. Ante el temor de un asalto, Troyes negoció los términos de la rendición.

Juana de Arco en la coronación de Carlos VII, por Jean-Auguste-Dominique Ingres, 1854.

Reims abrió sus puertas al ejército el 16 de julio de 1429. Carlos, Juana y el ejército entraron por la noche, y la coronación de Carlos VII se celebró a la mañana siguiente. Juana ocupó un lugar de honor en la ceremonia, anunciando que la voluntad de Dios se había cumplido.
Aunque Juana y el duque de Alenzón instaron a una pronta marcha hacia París, la Corte Real prefirió negociar una tregua de quince días con el duque Felipe de Borgoña, quien prometió que intentaría arreglar que París fuera traspasada a manos de los armagnacs mientras continuaran las negociaciones para una paz más definitivas. Felipe, sin embargo, violó el propósito del acuerdo al usarlo como una táctica dilatoria para reforzar la defensa de París. A pesar de la presión de Juana y del duque de Alenzón, las divisiones en la corte de Carlos y las negociaciones de paz con Borgoña llevaron a un lento avance.
El ejército francés atravesó varias ciudades cercanas a París durante el ínterin y aceptó la rendición de varias de ellas sin luchar. El 15 de agosto, el duque de Bedford encabezó una fuerza inglesa para enfrentarse al ejército de Carlos VII en la batalla de Montépilloy desde una posición fortificada que los comandantes armagnacs consideraron demasiado fuerte para ser asaltada. Juana cabalgó personalmente hasta las posiciones inglesas en un intento por provocarlos a atacar. Los ingleses se rehusaron, y la batalla quedó en un punto muerto, un choque de resultado indeciso. Los ingleses se retiraron al día siguiente. Los armagnacs continuaron su avance, y su asalto a París se produjo el 8 de septiembre. En el transcurso del mismo Juana recibió una herida en la pierna por un dardo de ballesta, a pesar de lo cual permaneció en una trinchera hasta que uno de los comandantes la trasladó a lugar seguro.
A la mañana siguiente, el ejército recibió una orden real de retirarse. Los armagnacs sufrieron 1500 bajas. La mayoría de los historiadores culpan al Gran chambelán de Francia Georges de la Trémoille por los errores políticos que siguieron a la coronación. En septiembre, Carlos VII disolvió el ejército y a Juana se le prohibió volver a trabajar junto con el duque de Alenzón.

#### Campaña contra Perrinet Gressard
En octubre, Juana fue enviada con un ejército a atacar el territorio de Perrinet Gressart, un mercenario que había servido a los borgoñones e ingleses. El ejército sitió entonces Saint-Pierre-le-Moûtier, que cayó después de que Juana alentara un asalto directo el 4 de noviembre. A continuación, el ejército intentó sin éxito tomar La-Charité-sur-Loire en noviembre y diciembre. El 29 de diciembre, Juana regresó a la corte al enterarse de que ella y su familia habían sido ennoblecidos por Carlos VII como recompensa por sus acciones.

### Captura

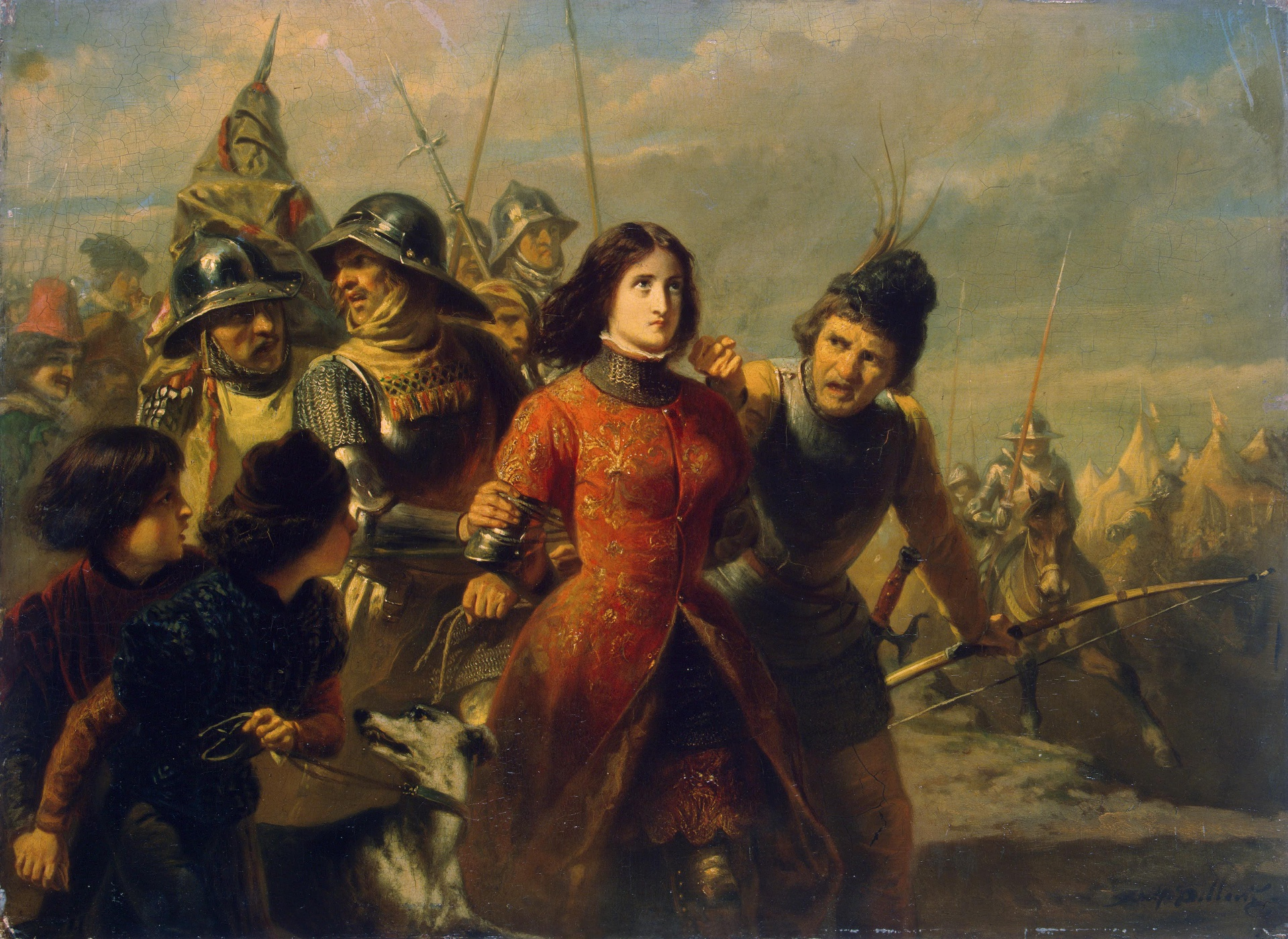
Captura de Juana de Arco, por Adolphe Alexandre (1847).

En los siguientes meses estuvo vigente una tregua con los ingleses que se había negociado antes del ataque a París y que se extendió hasta la Pascua de 1430. Por tanto, Juana centró su atención en otros asuntos. El 23 de marzo de 1430 dictó una carta amenazante a los husitas, un grupo disidente que había roto con la Iglesia católica en varios puntos doctrinales y había derrotado a varias cruzadas anteriores enviadas contra ellos. La carta de Juana prometía «eliminar su locura y superstición sucia, arrebatándoles su herejía o sus vidas». Juana, que era una católica ferviente que odiaba todas las formas de herejía, también envió una carta desafiando a los ingleses a dejar Francia y marchar con ella a Bohemia a derrotar a los husitas, una propuesta que no recibió respuesta.
La tregua con Inglaterra llegó rápidamente a su fin. Este mes de marzo, el duque de Borgoña había empezado a reclamar pueblos que le habían sido cedidos por tratado pero que no se le habían sometido. Muchos de estos pueblos estaban en áreas que los armagnacas habían reconquistado en el curso de los meses previos.Compiègne fue una de las ciudades que se negó a someterse y se preparó para un asedio. Juana partió con una compañía de voluntarios para ayudar a la ciudad.
En abril, Juana llegó a la ciudad de Melun, que había expulsado a su guarnición borgoñona. A medida que Juana avanzaba, su modesto contingente se hizo más grande al unirse a ella otros comandantes. Las tropas de Juana avanzaron hasta Lagny-sur-Marne y ganaron una batalla contra un ejército anglo-borgoñón comandado por el mercenario Franquet d'Arras, quien fue hecho prisionero, y Juana consintió que lo ejecutaran en lugar de pedir un rescate. Las fuerzas de Juana llegaron finalmente a Compiègne el 14 de mayo. Tras una serie de incursiones defensivas contra los asediadores borgoñones, Juana se vio obligada a disolver la mayor parte de sus fuerzas porque se había vuelto demasiado difícil mantenerse en el campo circundante. Juana y unos 400 de sus soldados restantes entraron en la ciudad.

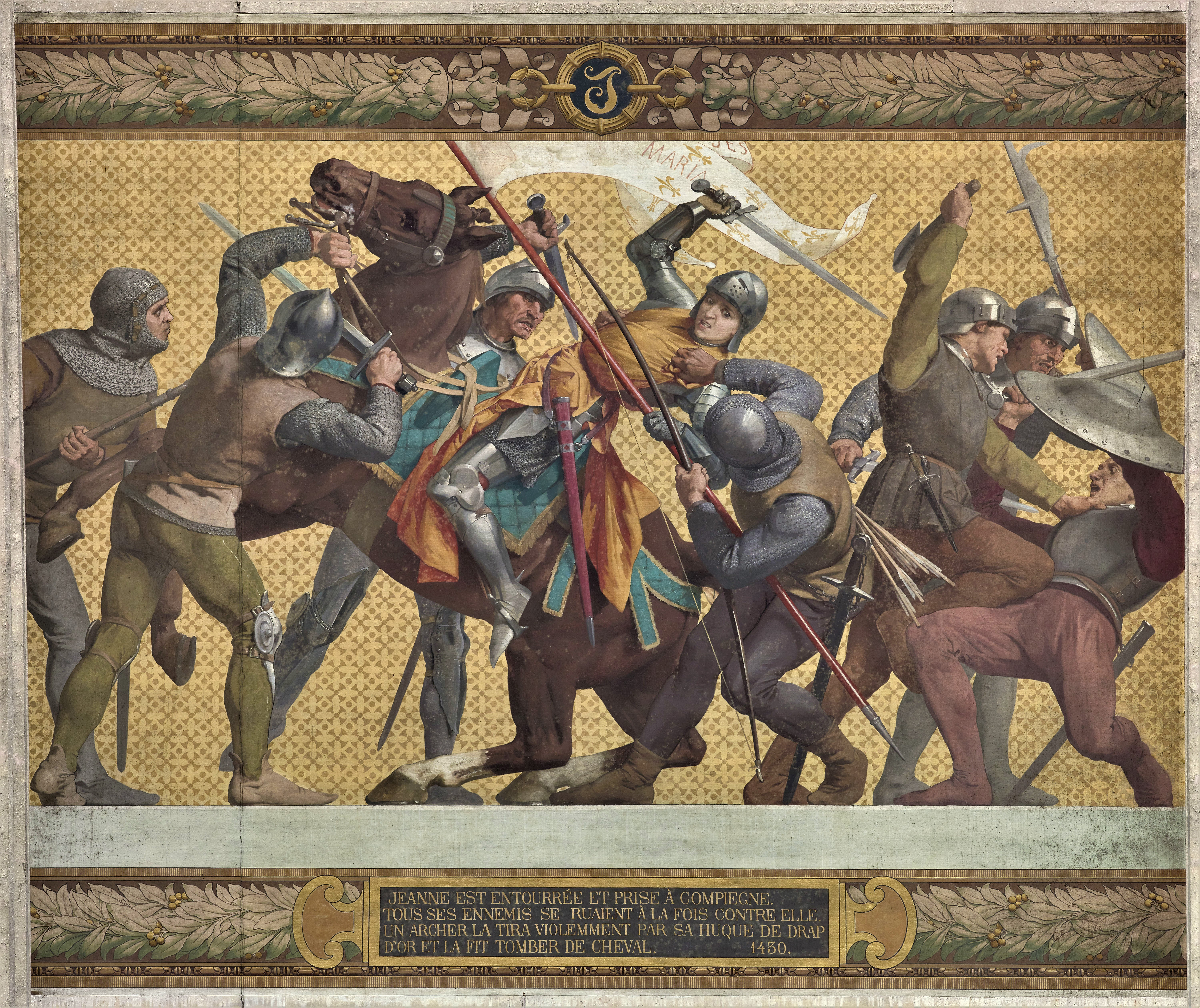
Juana capturada por los borgoñones en Compiègne. Mural del Panteón de París, por Jules Eugène Lenepveu.

El 23 de mayo de 1430 se encontraba con una fuerza del ejército que intentó atacar el campamento borgoñón en Margny, al norte de Compiègne, cuando cayó en una emboscada y fue capturada. Cuando sus tropas se retiraban hacia las fortificaciones cercanas ante el avance de 6000 borgoñones, Juana permaneció con la retaguardia, que fue rodeada por el enemigo y ella acabó siendo derribada de su caballo por un arquero. Aceptó rendirse ante un noble del bando borgoñón llamado Lionel de Wandomme, miembro de la unidad de Juan de Luxemburgo. Luxemburgo la trasladó prontamente a su castillo en Beaulieu-les-Fontaines cerca de Noyes. Tras su primer intento de fugarse, fue transferida al castillo de Beaurevoir. Hizo varios intentos de escapar, en uno de los cuales saltó desde la torre de 21 metros en que estaba confinada y cayó sobre la tierra blanda de un foso seco. Después de este intento de huida, fue traslada a la ciudad borgoñona de Arrás. Los ingleses negociaron con sus aliados borgoñones que les cedieran su custodia. El obispo Pierre Cauchon de Beauvais, partidario de los ingleses, asumió el protagonismo en estas negociaciones y su posterior juicio. El acuerdo definitivo exigía que los ingleses pagaran la suma de 10 000 libras de Turena para la entrega de la doncella.
Los ingleses llevaron a Juana a la ciudad de Ruan, que era su centro de operaciones en Francia. El historiador Pierre Champion señala que los franceses de la facción de armagnac intentaron rescatarla varias veces lanzando ofensivas militares contra Ruan mientras estaba allí encarcelada. Una campaña tuvo lugar durante el invierno de 1430–1431, otra en marzo de 1431 y otra a fines de mayo, poco antes de su ejecución; todas en vano. Champion también cita fuentes del siglo XV que dicen que Carlos VII amenazó con vengarse de las tropas de Borgoña que la habían capturado y de «los ingleses y las mujeres de Inglaterra» en represalia.

### Juicio

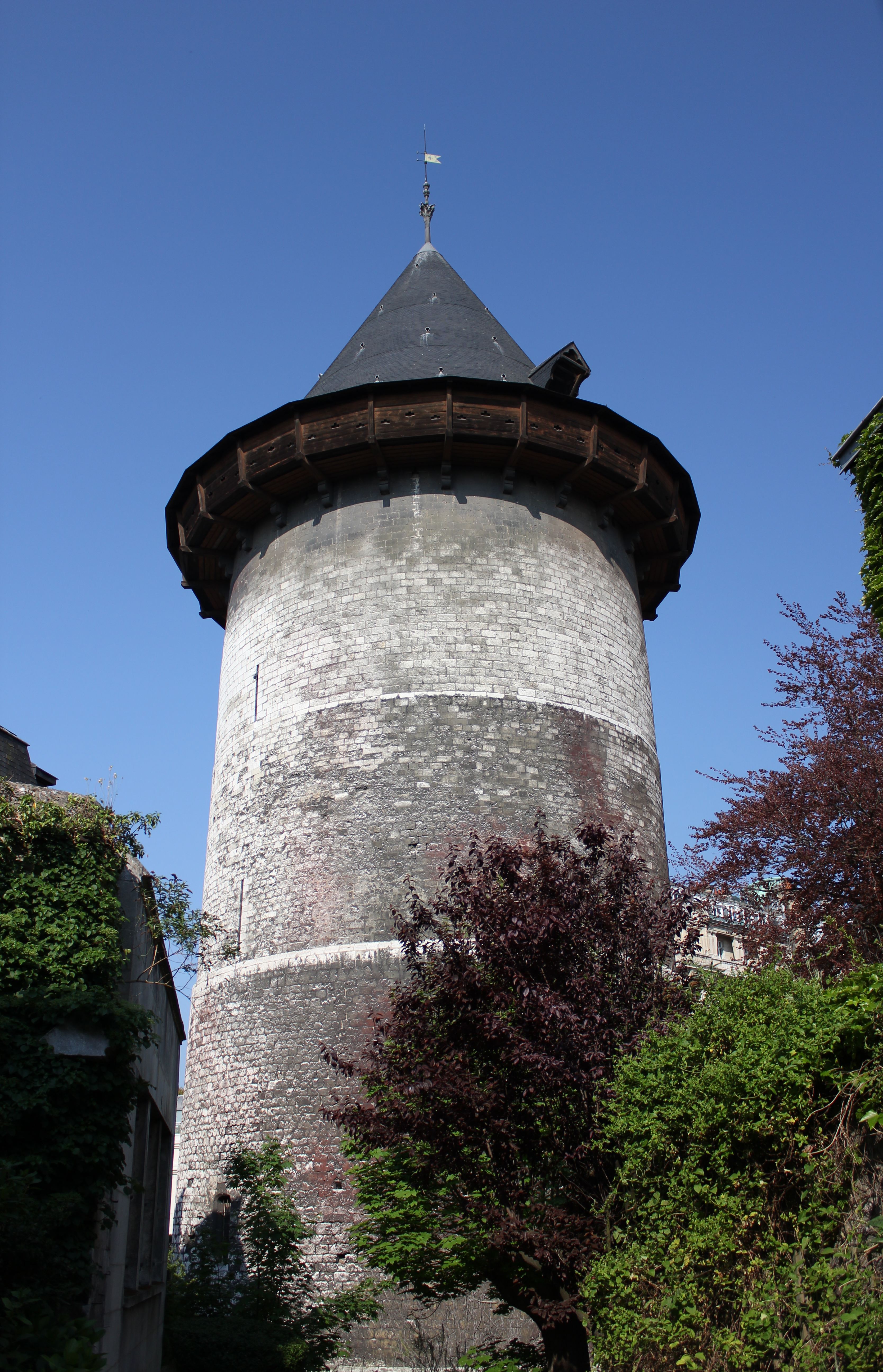
Torre del castillo de Ruan, un resto de la fortaleza en que estuvo encarcelada Juana durante el juicio. Hoy es conocido como «Torre de Juana de Arco».

Juana fue juzgada por herejía el 9 de enero de 1431 en Ruan. Los captores de Juana restaron importancia a los aspectos seculares de su juicio al someterlo a un tribunal eclesiástico, pero el juicio tuvo una motivación política. Tanto los ingleses como los borgoñones se alegraron de que Juana hubiera sido eliminada como amenaza militar, pues la temían por sus aparentes poderes sobrenaturales que minaban la moral de las tropas. Además, suponía una amenaza política. Juana testificó que las voces que oía le habían ordenado derrotar a los ingleses y coronar a Carlos, y se argumentó que su éxito era una prueba de que Juana actuaba en nombre de Dios. De no ser cuestionado, su testimonio invalidaría la pretensión inglesa de gobernar Francia y desautorizaría a la Universidad de París, que apoyaba una monarquía dual gobernada por un rey inglés.
El veredicto era una conclusión obvia e inevitable. La culpabilidad de Juana podía utilizarse para comprometer las pretensiones de legitimidad de Carlos, demostrando que había sido consagrado por las acciones de una hereje. Más de dos tercios de los clérigos que participaron en el juicio estaban asociados a la Universidad de París, y la mayoría eran pro-borgoñones y pro-ingleses.y el juicio fue supervisado por comandantes ingleses, incluidos el duque de Bedford y el conde de Warwick. El obispo Pierre Cauchon actuó como juez ordinario del juicio. Los ingleses subvencionaron el coste del juicio, incluyendo el pago a Cauchon y a Jean Le Maître, que representaba al Inquisidor de Francia, por su participación. En palabras de la medievalista británica Beverly Boyd, la Corona inglesa pretendía que ese juicio fuera «una estratagema para deshacerse de una extraña prisionera de guerra con la máxima vergüenza para sus enemigos».
Los procedimientos judiciales comenzaron el 9 de enero de 1431 en Ruan, ciudad sede del gobierno de ocupación inglés. El procedimiento fue sospechoso en varios puntos, lo que luego provocaría críticas al tribunal por parte del inquisidor jefe que investigó el juicio después de la guerra. Cauchon intentó seguir el procedimiento inquisitorial correcto, pero el juicio tuvo muchas irregularidades.Juana debería haber estado en manos de la Iglesia durante el juicio y custodiada por mujeres. En cambio, estaba encarcelada por los ingleses y custodiada por soldados ordinarios al servicio del duque de Bedford. En contra del derecho canónico, Cauchon no había establecido la infamia de Juana antes de proceder al proceso del juicio. A Juana no se le leyeron los cargos que se le imputaban sino hasta mucho después de que comenzaran sus interrogatorios. Los procedimientos de interrogatorio estuvieron por debajo de los estándares inquisitoriales,sometiendo a Juana a largos interrogatorios sin asesoramiento legal. Hay pruebas de que las actas del juicio fueron falsificadas.
Según la ley eclesiástica, el obispo Cauchon carecía de jurisdicción sobre el caso, pues debía su nombramiento a su apoyo partidista a la Corona inglesa, que financió el juicio. El bajo nivel de las pruebas presentadas también violó las reglas inquisitoriales. El notario clerical Nicolas Bailly, a quien se le encargó recoger testimonios contra Juana, no pudo encontrar evidencias adversas, por lo que el tribunal carecía de fundamentos para iniciar un juicio. Al abrir un juicio de todos modos, el tribunal también violó la ley eclesiástica al negarle a Juana el derecho a un asesor legal. Además, el hecho de que todos los miembros de ese tribunal fueran clérigos pro ingleses era contrario al requisito de la Iglesia medieval de que los juicios por herejía fueran juzgados por un grupo imparcial o equilibrado de clérigos. Tras la apertura de la primera vista pública, Juana se quejó de que todos los presentes eran enemigos de su causa y pidió que se invitara a «eclesiásticos del lado francés» para tener cierto equilibrio, pero su solicitud fue denegada. El vice inquisidor del norte de Francia, Jean Lemaitre, se opuso al juicio desde el principio, y varios testigos presenciales dijeron más tarde que los ingleses amenazaron su vida para que cooperara. Otros clérigos participantes en el juicio también recibieron amenazas para que no rehusaran cooperar, como le sucedió al fraile dominico Isambart de la Pierre.
Durante el juicio, Juana mostró un notable control. Fue capaz de inducir a sus interrogadores a hacer preguntas de forma secuencial en lugar de simultánea, a remitirse a sus registros cuando era apropiado y a terminar las sesiones cuando ella lo solicitaba. Los testigos del juicio quedaron impresionados por su prudencia a la hora de responder a las preguntas que se le planteaban. Los archivos del juicio contienen declaraciones de Juana que los testigos dijeron más tarde que asombraron al tribunal, ya que era una campesina analfabeta y, sin embargo, pudo evadir las trampas teológicas que el tribunal le planteó para atraparla. El intercambio más famoso de la transcripción es un ejercicio de sutileza: «Cuando se le preguntó si sabía que estaba en la gracia de Dios, respondió: 'Si no lo estoy, que Dios me ponga allí; y si lo estoy, que Dios me mantenga así. Sería la criatura más triste del mundo si supiera que no estaba en su gracia». Era una pregunta trampa porque la doctrina de la iglesia sostenía que nadie podía estar seguro de contar con la gracia de Dios. Si hubiera respondido que sí, habría sido acusada de herejía. Si hubiera respondido que no, entonces habría confesado su propia culpa. El notario del tribunal, Boisguillaume, declaró más tarde que en el momento en que escucharon su respuesta: «Los que la interrogaban quedaron estupefactos».
Para convencerla de que se sometiera, le mostraron a Juana los instrumentos de tortura. Cuando Juana se negó a ser intimidada, Cauchon se reunió con una docena de asesores (jurados clericales) para votar si debía ser torturada. La mayoría decidió que no.
Varios miembros del tribunal declararon más tarde que algunas partes importantes de la trascripción fueron falsificadas para perjudicar a Juana. Según las pautas inquisitoriales, ella debería haber sido confinada en una prisión eclesiástica bajo la supervisión de guardias femeninas, es decir, monjas. En cambio, los ingleses la mantuvieron en una prisión secular custodiada por sus propios soldados. El obispo Cauchon negó las peticiones de Juana al Concilio de Basilea y al papa, que deberían haber detenido su juicio. A principios de mayo, Cauchon pidió a la Universidad de París que deliberara sobre doce artículos que resumían la acusación de herejía. Los doce artículos de acusación que resumían las conclusiones del tribunal contradecían el expediente judicial, que ya había sido manipulado por los jueces. La universidad aprobó los cargos. El 23 de mayo, Juana fue formalmente amonestada por el tribunal. Al día siguiente, Juana fue llevada al patio de la iglesia de la abadía de Saint-Ouen para ser condenada públicamente. Cuando Cauchon comenzó a leer la sentencia de Juana, y bajo amenaza de ejecución inmediata, la acusada analfabeta aceptó someterse y firmó un documento de abjuración que no entendió, tras lo cual el tribunal sustituyó esa abjuración por otra diferente en el archivo oficial de la causa.

#### Acusación de travestismo

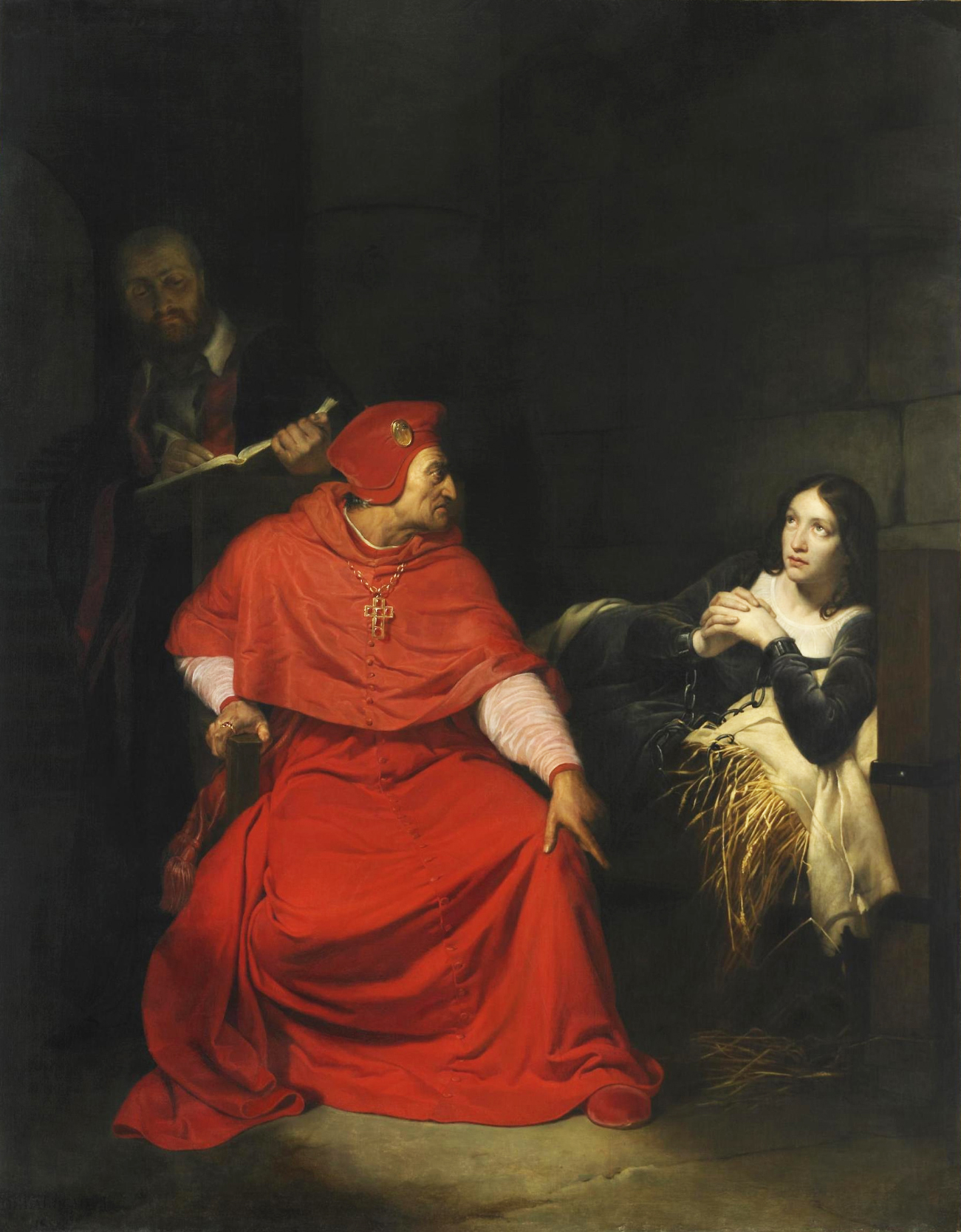
Juana de Arco interrogada en su celda por el cardenal de Winchester, óleo de Paul Delaroche, 1824. Museo de Bellas Artes de Ruan.

La herejía solo era un delito castigado con pena de muerte si la ofensa se realizaba más de una vez. Al haber firmado la abjuración, Juana no podía ser condenada a muerte como hereje impenitente, pero sí podía serlo si era condenada por recaer de nuevo en la herejía. Debido a que el tribunal buscaba acabar con la vida de Juana, prepararon una acusación por delito de travestismo, según afirmaron testigos presenciales. Como parte de su abjuración, Juana tuvo que renunciar a llevar ropa de hombre. Cambió su ropa por un vestido de mujer y permitió que le afeitaran la cabeza. Sin embargo, se la mantuvo bajo custodia inglesa en lugar de trasladarla a una prisión eclesiástica. Fue devuelta a su celda y la mantuvieron encadenada.Testigos en el juicio de rehabilitación declararon que Juana fue sometida a malos tratos e intentos de violación, incluyendo uno por parte de un noble inglés, y que los guardias colocaron ropa de hombre en su celda, obligándola a usarla.{{sfnm|1a1=Hotchkiss|1y=2000|1p=66|La ropa de hombre se podía abrochar de tal manera que disuadía a los guardias de intentar una violación por la dificultad de arrancarle las prendas. Probablemente Juana temía desprenderse de esa ropa porque el juez la confiscaría y por tanto se quedaría sin esa protección. Un vestido de mujer no ofrecía esa seguridad; de hecho, pocos días después de su abjuración, ella le dijo a un miembro del tribunal que «un importante lord inglés había entrado en prisión y tratado de tomarla por la fuerza». Volvió, pues, a vestirse como un hombre, quizá para tratar de evitar un abuso sexual o, según testimonio de Jean Massieu, porque los guardias le habían quitado su vestido y no tenía nada más que ponerse.
Como fuere, Cauchon fue notificado de que Juana había vuelto a usar ropa masculina. Envió a los clérigos para que la amonestaran a permanecer en la sumisión, pero los ingleses les impidieron visitarla. El 28 de mayo, Cauchon fue personalmente a la celda de Juana, junto con otros clérigos. Según el acta del juicio, Juana dijo que había vuelto a vestirse con ropa de hombre porque era más apropiado que se vistiera como un hombre mientras estaba detenida con guardias masculinos, y que los jueces habían roto su promesa de dejarla ir a misa y liberarla de sus cadenas. Afirmó que si cumplían sus promesas y la colocaban en una prisión decente, sería obediente.
El hecho de que volviera a vestir ropa de hombre fue interpretado por el tribunal como una recaída en el delito de herejía por travestismo, aunque sobre esto discrepó el inquisidor que presidió el tribunal de apelaciones que examinó el caso después de la guerra. La doctrina católica medieval sostenía que el travestismo debía evaluarse en función del contexto, tal como lo establece la Suma teológica de Santo Tomás de Aquino, que dice que la necesidad sería una razón permisible para travestirse. Esto incluiría el uso de ropa como protección contra la violación. En términos doctrinales, estaba justificado que Juana se hubiese ataviado de paje durante su viaje por territorio enemigo, también vestir una armadura en combate y ropa masculina como protección en los campamentos y en prisión. La Chronique de la Pucelle, de hecho, cuenta que esa ropa disuadió de abuso sexual cuando acampaba con los soldados, pero que cuando no necesitaba la indumentaria castrense se ponía vestido femenino. Los miembros del clero que testificaron en el juicio de rehabilitación póstumo afirmaron que ella siguió llevando ropa de hombre en prisión para disuadir el abuso sexual y la violación.
Juana remitió al tribunal de investigación de Poitiers cuando se le preguntó sobre el asunto. Los archivos de aquel tribunal no se conservan, pero las circunstancias hacen pensar que los clérigos que lo componían aprobaron esa práctica. Además, ella siguió manteniendo el pelo corto mientras participó en campañas militares y cuando estuvo en prisión. Sus partidarios, como el teólogo Juan Gerson, defendieron esa práctica, así como hizo después el inquisidor Jean Bréhal durante el juicio de rehabilitación.
Asimismo, cuando Cauchon le preguntó por sus visiones, Juana declaró que la habían culpado de adjurar por miedo, pero que no volvería a negarlas. Como la abjuración de Juana había requerido que negara las voces que oía, esto fue suficiente para condenarla por recaer en la herejía y condenarla a muerte. Al día siguiente, cuarenta y dos asesores fueron convocados para decidir el destino de Juana. Dos recomendaron que fuera abandonada a los tribunales seculares inmediatamente. Los restantes recomendaron que se le leyera y explicara la abjuración. Al final, todos votaron por unanimidad que Juana era una hereje reincidente, y que debía ser abandonada al poder secular, los ingleses, para su castigo. La historiadora Beverly Boyd afirma que aquel proceso judicial fue tan «injusto» que las transcripciones del mismo se usaron en el siglo XX para canonizarla.

### Ejecución
El 30 de mayo de 1431, Juana fue ejecutada a la edad de unos diecinueve años. Por la mañana, se le permitió recibir los sacramentos a pesar de haber sido excomulgada. Después, fue llevada directamente al Vieux-Marché (Mercado Viejo) de Ruan, donde se le leyó públicamente su sentencia de condena. En este momento, debió haber sido entregada a la autoridad competente, el alguacil de Ruán, para que la condenara secularmente, pero no fue así. En su lugar, fue entregada directamente a los ingleses y atada a una alta columna de yeso para ser ejecutada en la hoguera. Varios testigos presenciales describieron la escena de su muerte. Atada al alto pilar en el Vieux-Marché, pidió a los frailes Martin Ladvenu e Isambart de la Pierre que sostuvieran un crucifijo ante ella. Un soldado inglés fabricó una pequeña cruz que ella besó y colocó en su vestido junto a su pecho. Un crucifijo procesional fue traído de la iglesia de Saint-Saveur. Lo abrazó antes de que le ataran las manos y fue mantenido ante sus ojos durante su ejecución
Una vez muerta, los ingleses desparramaron las brasas para exponer su cuerpo carbonizado y que así nadie afirmara que había escapado con vida. Después quemaron sus restos dos veces más para reducirlos a cenizas y evitar que se recogieran como reliquias, tras lo cual arrojaron sus restos al río Sena. El verdugo Geoffroy Thérage diría después que «temía ser maldecido porque había quemado a una mujer santa».

## Eventos póstumos y juicio de rehabilitación
La ejecución de Juana no cambió la situación militar. Sus triunfos habían levantado la moral de los armagnacs, y los ingleses no fueron capaces de recuperar su impulso. La guerra de los Cien Años duró otros veintidós años más después de la ejecución de Juana. Carlos VII conservó la legitimidad como rey de Francia a pesar de la coronación rival que se celebró para Enrique VI, en la catedral de Notre Dame de París el 16 de diciembre de 1431. Antes de que Inglaterra pudiera reconstruir el poderío militar y su temida fuerza de arqueros, muy diezmados en 1429, perdieron su alianza con Borgoña con la firma del Tratado de Arras en 1435. El duque de Bedford murió ese mismo año y Enrique VI se convirtió en el rey más joven de la historia de Inglaterra en gobernar sin un regente. Su débil liderazgo fue probablemente el factor decisivo en el final de tan prolongado conflicto en Francia. La guerra terminó veintidós años después de la muerte de Juana con una victoria francesa en la batalla de Castillon en 1453, que condujo a la expulsión de los ingleses de toda Francia excepto de Calais.
La historiadora Kelly DeVries sostiene que el uso agresivo de la artillería y los asaltos frontales que había empleado Juana de Arco influyeron en las tácticas francesas en el resto de la guerra.

### Nuevo juicio
Tras el final de la guerra de los Cien Años se abrió un nuevo juicio póstumo sobre el caso de Juana de Arco. La ejecución de Juana había creado un lastre político para Carlos, implicando que su consagración como rey de Francia se había logrado gracias a las acciones de una hereje. El 15 de febrero de 1450, pocos meses después de recuperar Ruán, Carlos había ordenado a Guillaume Bouillé, teólogo y antiguo rector de la Universidad de París, que abriera una indagación. En una breve investigación, Bouillé entrevistó a siete testigos del proceso de Juana y concluyó que el juicio de Juana como hereje había sido arbitrario. Había sido una prisionera de guerra tratada como una presa política, y había sido condenada a muerte sin fundamento. El informe de Bouillé no pudo anular oficialmente el veredicto, pero abrió el camino para el posterior nuevo juicio.
En 1452, el cardenal Guillaume d'Estouteville, legado papal y pariente de Carlos, y Jean Bréhal, recién nombrado inquisidor de Francia, abrieron una segunda investigación sobre el juicio de Juana. Una veintena de testigos fueron entrevistados por Bréhal, y la investigación se guio por veintisiete artículos que describían la parcialidad del juicio de Juana.Inmediatamente después de la investigación, Guillaume d'Estouteville fue a Orleans el 9 de junio y concedió una indulgencia a los que participaron en la procesión del 8 de mayo y en las ceremonias en honor de Juana que conmemoraban el levantamiento del asedio.
La investigación aún carecía de autoridad para cambiar la sentencia del juicio de Juana, pero durante los dos años siguientes d'Estouteville y Bréhal siguieron trabajando en el caso. En 1454, Bréhal envió al papa Nicolás V una petición de la madre de Juana, Isabelle Romée, y de los dos hermanos de Juana, Juan y Pedro. Bréhal presentó un resumen de sus conclusiones a teólogos y abogados de Francia e Italia, así como a un profesor de la Universidad de Viena, la mayoría de los cuales emitieron opiniones favorables a Juana. A comienzos de 1455, el papa Nicolás V murió y Calixto III se convirtió en el nuevo papa. Calixto concedió permiso para un «juicio de rehabilitación», también conocido como «juicio de anulación», y nombró a tres comisarios para supervisar el asunto: Jean Juvénal des Ursins, arzobispo de Reims; Guillaume Chartier, obispo de París; y Richard Olivier de Longueil, obispo de Coutances. A su vez, estos eligieron a Bréhal como inquisidor. El propósito era investigar si el juicio de condena y su veredicto se habían realizado de manera justa y de acuerdo con el derecho canónico.
El juicio comenzó el 7 de noviembre de 1455 en la catedral de Notre Dame, cuando la madre de Juana presentó públicamente una petición formal para la rehabilitación de su hija. En el transcurso del juicio de rehabilitación se procesaron las declaraciones de unos 115 testigos. Este proceso judicial involucró a clérigos de toda Europa y respetó las normas de un procedimiento judicial. Un conjunto de teólogos analizó los testimonios de los 115 testigos presenciales de la vida y muerte de la doncella de Orleans, a raíz de lo cual Bréhal redactó un resumen final en junio de 1456 en el que describe a Juana como una mártir y al ya difunto Pierre Cauchon como un hereje por haber condenado a una mujer inocente en su búsqueda de una venganza secular. La razón técnica de su ejecución había sido una ley bíblica sobre vestimenta.
El juicio finalizó el 7 de julio de 1456 en la catedral de Ruan. El tribunal declaró que el juicio original era injusto y engañoso; la abjuración de Juana, la ejecución y sus consecuencias fueron declaradas nulas. Revirtió la condena en parte porque el proceso de condena no había considerado las excepciones doctrinales a esa restricción en la indumentaria femenina. Para enfatizar la decisión del tribunal, una de las copias de los Artículos de Acusación fue formalmente rasgada. El tribunal decretó que se erigiera una cruz en el lugar donde Juana fue quemada.

### Canonización
En 1452, durante la investigación póstuma sobre su ejecución, la Iglesia declaró que la peregrinación a la celebración de un oficio religioso en Orleans en su honor permitiría a los asistentes obtener una indulgencia, es decir, la remisión temporal del castigo por un pecado.
En el siglo XVI, durante las Guerras de religión de Francia (1562-1598) entre católicos y hugonotes protestantes, la Liga Católica convirtió a Juana en un símbolo de su causa. Cuando Félix Dupanloup fue nombrado obispo de Orleans en 1849 pronunció un fervoroso panegírico sobre Juana de Arco que llamó la atención tanto en Francia como en Inglaterra, tras lo cual lideró los esfuerzos que culminaron en la beatificación de la doncella en 1909. Fue canonizada como santa de la Iglesia católica el 16 de mayo de 1920 por el papa Benedicto XV en su bula Divina disponente.
La iglesia católica reconoce a Juana de Arco como mística y virgen, pero no como mártir, ya que en su juicio intervinieron miembros de la propia iglesia. Sin embargo, ha sido venerada como mártir desde la habilitación dada por Calixto III y aparece con este título en algunos martirologios.

## Legado
Juana de Arco se convirtió en una figura semi legendaria durante los cuatro siglos posteriores a su muerte. Las principales fuentes de información sobre ella son las crónicas, como los cinco manuscritos originales de su juicio de condena que aparecieron en antiguos archivos durante el siglo XIX. Poco después, los historiadores también localizaron los registros completos de su juicio de rehabilitación, que contenía testimonios jurados de 115 testigos, y las notas originales en idioma francés en la transcripción en latín del juicio de condena. También aparecieron varias cartas contemporáneas, tres de las cuales llevan la firma de trazos inseguros de Juana, propios de alguien que apenas sabe escribir. Esta inusual riqueza de fuentes primarias ha llevado a Kelly DeVries a afirmar que «Ninguna persona de la Edad Media, hombre o mujer, ha sido objeto de más estudios».
Juana de Arco salió de un pueblo olvidado y saltó a la fama cuando era una campesina adolescente e iletrada. Los reyes franceses e ingleses habían justificado la interminable guerra mediante interpretaciones competitivas de derechos hereditarios, primero en relación con la reclamación de Eduardo III al trono francés y luego la de Enrique VI. El conflicto había sido una disputa legalista entre dos familias reales emparentadas, pero Juana lo transformó con una dimensión religiosa. En palabras del historiador Stephen Richey: «Convirtió lo que había sido una mera disputa dinástica que no importaba al pueblo llano, excepto por su propio sufrimiento, en una apasionada guerra popular de liberación nacional». Richey también expresa la amplitud de su eco posterior:

«Quienes se interesaron por ella en los cinco siglos posteriores a su muerte trataron de convertirla en todo tipo de cosas: fanática demoníaca, mística espiritual, ingenua y trágicamente manipulada herramienta de los poderosos, creadora e icono del nacionalismo popular moderno, heroína adorada, santa. Ella insistió, incluso cuando la amenazaron con torturarla y la enviaron a morir en la hoguera, que estaba guiada por las voces de Dios. Con o sin voces, sus logros dejan sacudiendo la cabeza de asombro a cualquiera que conozca su historia».

Desde la poetisa Christine de Pizan (1364-1430) hasta la actualidad, las mujeres han considerado a Juana como un ejemplo positivo de mujer valiente y activa. Ella se movía dentro de una tradición religiosa que creía que una persona excepcional de cualquier estamento de la sociedad podría recibir una llamada divina. Parte de la ayuda más importante que tuvo provino de mujeres: la suegra de Carlos VII, Yolanda de Aragón, confirmó la virginidad de Juana y financió su expedición a Orleans. Juana, condesa de Luxemburgo, tía del conde de Luxemburgo que la mantuvo encarcelada en Compiègne, alivió sus condiciones de cautiverio y pudo retrasar su entrega a los ingleses. Finalmente, Ana de Borgoña, duquesa de Bedford y esposa del regente de Inglaterra, declaró a Juana virgen durante las investigaciones previas al juicio.
Tres buques de guerra de la Marina Nacional francesa llevaron su nombre, incluido un crucero portahelicópteros que fue retirado del servicio en 2010. El partido político francés de extrema derecha Agrupación Nacional suele celebrar mítines frente a sus estatuas, reproduce su imagen en las publicaciones del partido y utiliza como emblema una llama tricolor simbólica de su martirio. Los rivales políticos de este partido a veces satirizan su apropiación de su imagen. La Fiesta Nacional de Juana de Arco y del Patriotismo se celebra en Francia cada segundo domingo de mayo desde 1920.

## Visiones
El análisis de las visiones de Juana no está exento de problemas, ya que la principal fuente de información sobre este tema es la transcripción del juicio de condena en la que ella desafió el procedimiento habitual de un tribunal y se negó especialmente a responder todas las preguntas sobre sus visiones. La doncella se quejó de que su testificación entraría en conflicto con un juramento previo de confidencialidad que había contraído en lo referente a las reuniones con su rey. Se desconoce de qué manera las transcripciones conservadas podrían ser una manipulación de los corruptos funcionarios judiciales o las medias verdades que ella reveló para proteger secretos de estado. Algunos historiadores eluden las especulaciones sobre las visiones asegurando que la convicción de Juana en que había recibido la llamada de Dios es más relevante que las preguntas sobre el origen último de las visiones.
En tiempos recientes varios estudiosos han intentado explicar sus visiones bajo un punto de vista psiquiátrico o neurológico, llegando así a unos hipotéticos diagnósticos como epilepsia, migrañas, tuberculosis o esquizofrenia. Ningún diagnóstico ha gozado de consenso o apoyo académico, pues la mayor parte de historiadores argumentan que ella no mostró ninguno de los síntomas objetivos que pueden acompañar a las enfermedades mentales que se han sugerido, como la esquizofrenia. De hecho, el doctor Philip Mackowiak descartó la posibilidad de esquizofrenia y el también médico John Hughes rechazó que Juana sufriera epilepsia. La hipótesis de que Juana estuviera aquejada de tuberculosis fue también desmentida por los expertos Nores y Yakovleff argumentando que es una enfermedad tan grave que la hubiera incapacitado para llevar la activa vida que tuvo. En respuesta a otra teoría sobre que Juana sufriera tuberculosis bovina por la ingesta de leche sin pasteurizar, la historiadora Régine Pernoud escribió, no sin ironía, que si beber esa leche produjera los beneficios que Juana trajo a la nación francesa, el gobierno debería detener la pasteurización.
Juana de Arco se ganó el favor en la corte del rey Carlos VII, quien la aceptó como persona perfectamente cuerda. El monarca estaba de hecho familiarizado con los síntomas de la locura porque su padre, Carlos VI, la sufrió. Carlos VI era conocido popularmente como «Carlos el Loco», y gran parte del declive político y militar de Francia durante su reinado podría atribuirse al vacío de poder que habían dejado sus episodios de locura. El temor a que su hijo hubiera heredado ese mal pudo influir en el intento de desheredarlo con el tratado de Troyes (1420). Ese estigma era tan común que la corte de Carlos VII fue cauta y escéptica sobre el tema de la salud mental. A la llegada de Juana a Chinon, el consejero Real Jacques Gélu advirtió: «Nadie debería alterar a la ligera ninguna política debido a la conversación con una niña, una campesina ... tan susceptible a las ilusiones; uno no debería hacer el ridículo a la vista de naciones extranjeras». Además, Juana se mostró astuta hasta el final de sus días, tanto que en el tribunal de rehabilitación se maravillaron con frecuencia de su sagacidad: «[Los jueces] a menudo cambiaban de una pregunta a otra, variando el tema, a pesar de lo cual ella contestaba con prudencia y mostraba una memoria maravillosa». Sus respuestas sutiles durante el interrogatorio incluso obligaron al tribunal a dejar de celebrar sesiones públicas.